# Bohdan Przywarski

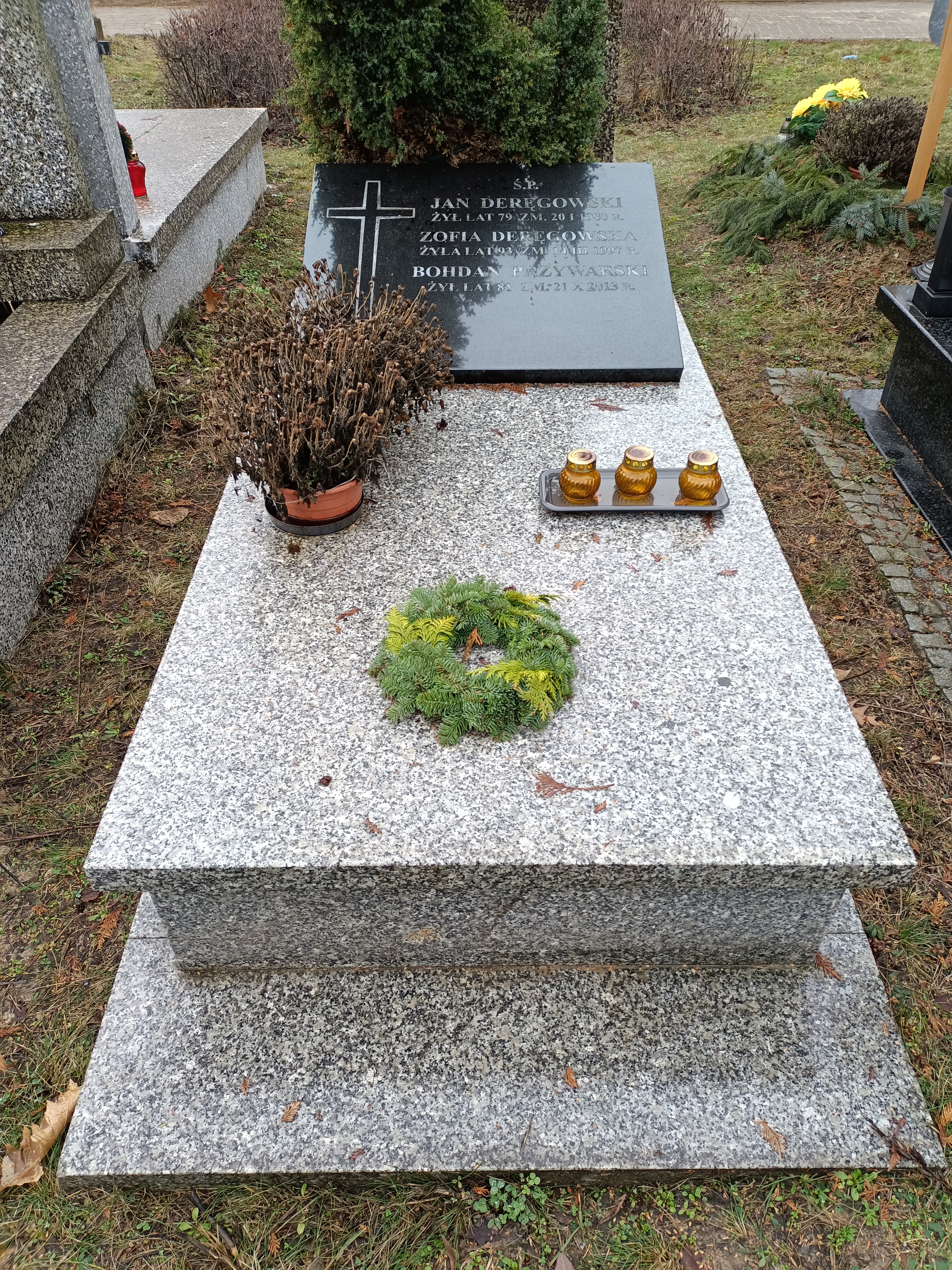
Grób Bohdana Przywarskiego na cmentarzu Północnym w Warszawie

Bohdan Władysław Przywarski (ur. 12 kwietnia 1932 w Masiulowszczyźnie w powiecie Brasław, woj. wileńskie – obecnie Białoruś, zm. 21 października 2013 w Warszawie) – polski koszykarz, olimpijczyk z Rzymu 1960, dwukrotny mistrz Polski (1950, 1952).

## Kariera sportowa
Karierę sportową rozpoczął w zespole RKS TUR Łódź, a jego pierwszym trenerem był Zenon Nonas. Z łódzkim klubem debiutował w pierwszym historycznym sezonie polskiej ekstraklasy – 1947/1948, zajmując z nim 6. miejsce. W sezonie 1948/1949 wywalczył natomiast brązowy medal. Od 1949 do 1953 reprezentował barwy Spójni Łódź. Z drużyną prowadzoną przez Jerzego Dowgirda wywalczył dwukrotnie mistrzostwo Polski (1950, 1952) oraz brązowy medal w 1951. Od 1953 reprezentował barwy AZS-AWF Warszawa, trenowanego przez Zygmunta Olesiewicza. Z warszawskim klubem zdobył brązowy medal w 1955 i wicemistrzostwo Polski w 1962. Ten ostatni sukces odniósł w swoim 15 sezonie ligowym, po którym zakończył karierę zawodniczą.
W reprezentacji Polski debiutował w 1954, wystąpił na mistrzostwach Europy w 1955 (5. miejsce) i 1959 (6. miejsce), a także Igrzyskach Olimpijskich w Rzymie (1960) (7. miejsce). Po tej ostatniej imprezie zakończył karierę sportową. Łącznie w biało-czerwonych barwach wystąpił w 52 spotkaniach, zdobywając 152 punkty.
W 1959 ukończył studia w Akademii Wychowania Fizycznego w Warszawie. Pracował jako trener polskiej kadry młodzieżowej, reprezentacji seniorów Maroka (1974-1978). Był wykładowcą koszykówki w Wyższej Szkole Wychowania Fizycznego w Casablance (1980-1988).
W 2005, obok Ludwika Miętty-Mikołajewicza, Janusza Wichowskiego, Marka Paszuchy oraz Alojzego Chmiela, został jednym honorowych członków Polskiego Związku Koszykówki. 
Odznaczony m.in. Krzyżem Kawalerskim Orderu Odrodzenia Polski.
Jest pochowany na Cmentarzu Komunalnym Północnym w Warszawie.